# Drukcabine
Een drukcabine wordt in de lucht- en ruimtevaarttechniek gebruikt om de heersende luchtdruk in een verblijfsruimte geschikt te maken voor menselijk verblijf. Dat is noodzakelijk aangezien de luchtdruk in de atmosfeer op grotere hoogte voor mensen te laag is om voldoende zuurstof op te kunnen nemen, met als gevolgen hoogteziekte en uiteindelijk hypoxie. Bij wet is aanvullende zuurstofvoorziening verplicht bij vluchten die plaatsvinden boven de 14.000 voet (4,5 km) bij kortdurende vluchten en boven de 10.000 voet (3 km) wanneer de vlucht langer duurt dan 30 minuten.

## Geschiedenis
De eerste experimenten met drukcabines werden begin jaren 30 gedaan door de Duitse vliegtuigfabrikant Junkers. Het eerste vliegtuig dat niet-experimenteel gebruikmaakte van een drukcabine was de Boeing 307 Stratoliner in 1938.

## Cabinedruk
Het op peil houden van de luchtdruk in de cabine geschiedt door constant (geconditioneerde) lucht toe te voeren en de uitstroom van lucht uit de cabine (door middel van de outflow valve) te beperken.
De druk in de cabine wordt niet op die van zeeniveau gehouden. Het drukverschil zou dan zo groot worden dat er enorme krachten op de cabinewanden ontstaan, hetgeen weer veel zwaardere vliegtuigconstructies zou vereisen. Verder zou het ook een grotere belasting opleveren voor de motoren die de compressoren aandrijven. In een modern verkeersvliegtuig komt de cabinedruk op kruishoogte overeen met de atmosferische druk op een hoogte tussen 5500 en de 8000 voet (ca. 1600-2400 meter). Door de voortdurend wisselende druk op de constructie is een drukcabine eerder onderhevig aan metaalmoeheid.
Bij het totaal wegvallen van de cabinedruk van een vliegtuig op grote hoogte, bijvoorbeeld op 40.000 voet (12 km), zal men na reeds 15-20 seconden ("Time of Useful Consciousness") niet meer normaal kunnen functioneren. Daarom worden vliegtuigen met een drukcabine altijd uitgerust met zuurstofmaskers, die bij drukverlies automatisch uit het plafond komen vallen. Om het gebruik er van aan de passagiers duidelijk te maken wordt dit bij de aanvang van iedere vlucht gedemonstreerd. 
Het systeem dat voor de cabinedruk zorgt, het ECS (Environmental Control System), zorgt tevens voor ventilatie en verwarming van de cabine.

### Explosieve decompressie
Als de structurele integriteit van de drukcabine tijdens de vlucht verloren gaat (bijvoorbeeld door een explosief binnen of buiten het toestel), stroomt de lucht met grote kracht naar buiten. Deze zogeheten explosieve decompressie heeft voor het toestel meestal fatale gevolgen.

## Galerij

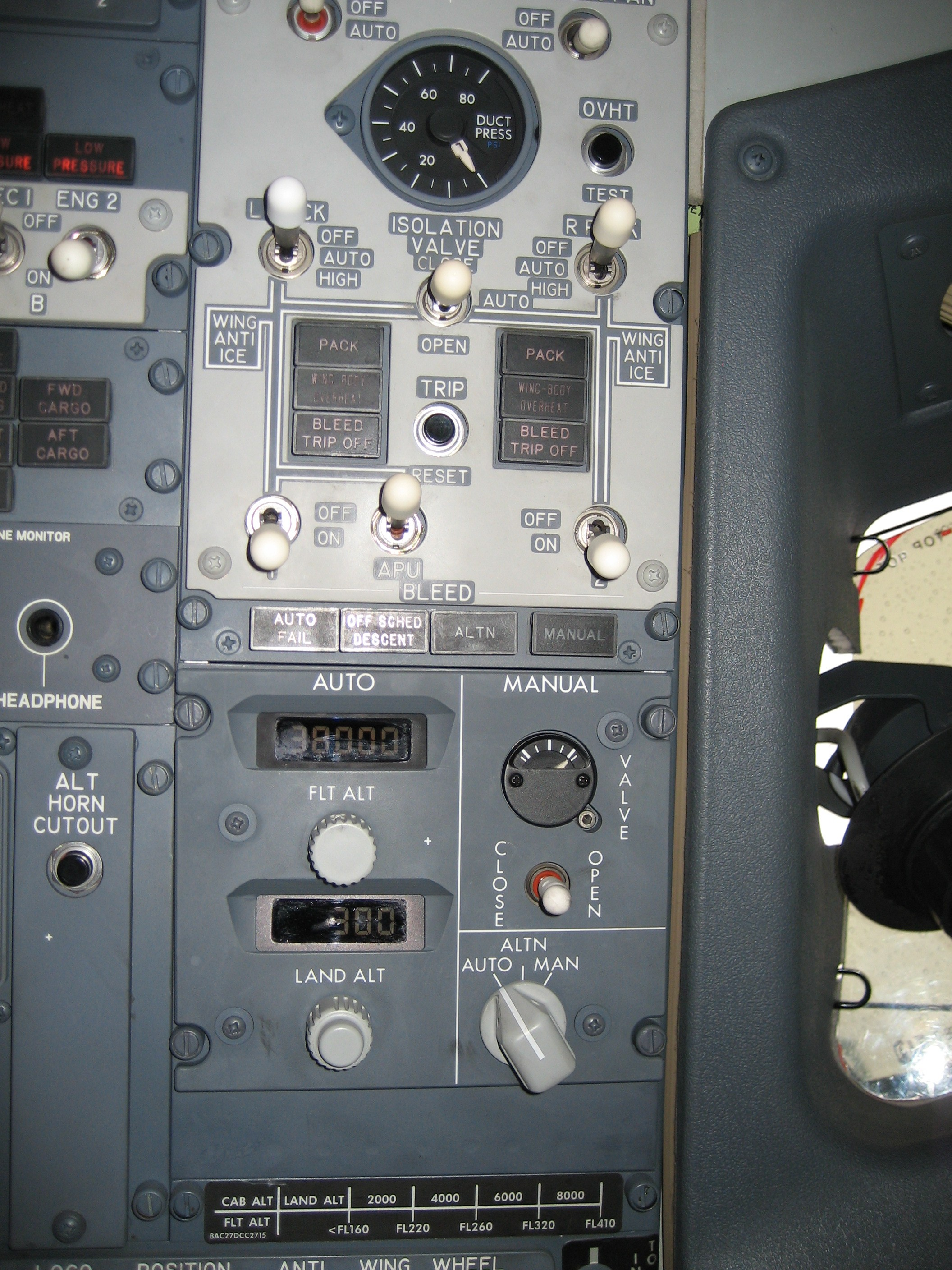
Cabin Pressure en Bleed Air Control Panels van een Boeing 737-800
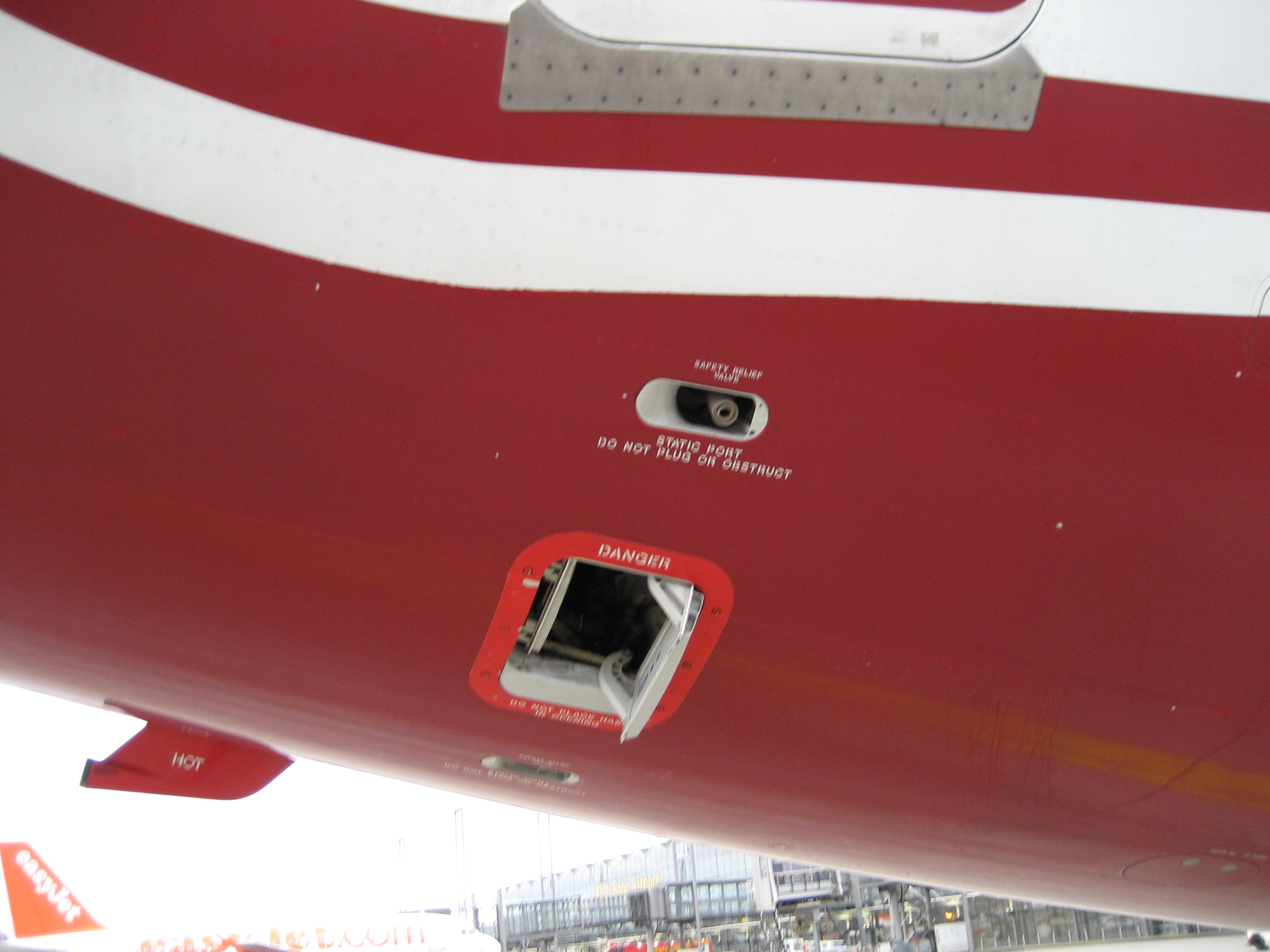
Outflow Valve en Pressure Relief Valve van een Boeing 737-800
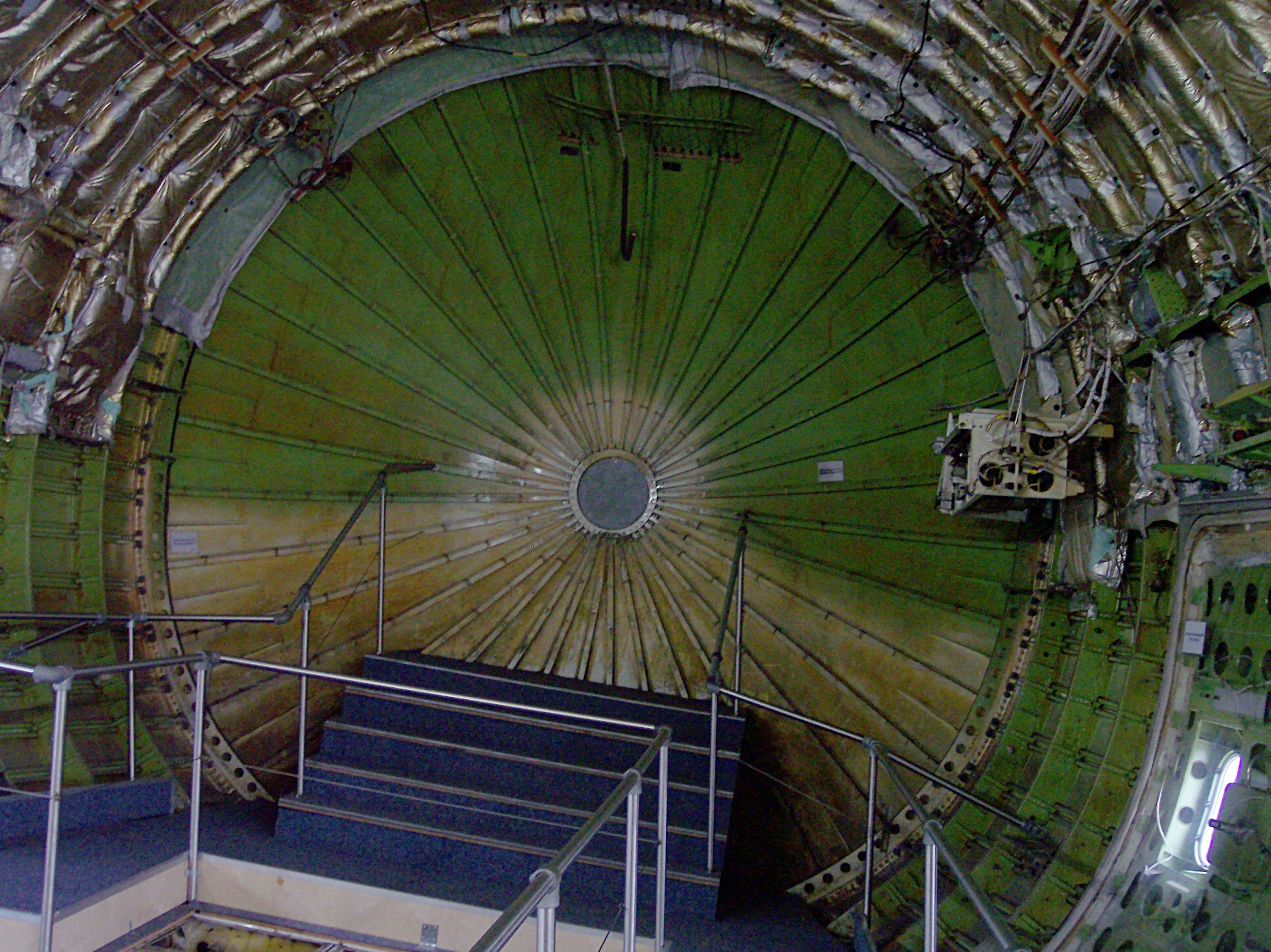
Achterste drukschot van een Boeing 747